# Eutrichosiphum minutum
Eutrichosiphum minutum är en insektsart som först beskrevs av Van der Goot 1916.  Eutrichosiphum minutum ingår i släktet Eutrichosiphum och familjen långrörsbladlöss. Inga underarter finns listade i Catalogue of Life.